# Benvingut Pascó Miró
Benvingut Pascó Miró (Reus, 16 d'agost de 1897 - 13 de gener de 1968) va ser un militar i guàrdia civil català.
El seu pare era advocat a Falset i la seva mare era reusenca. Va ingressar a l'acadèmia d'Infanteria l'any 1913. El 1916, després de fer un curset d'oficial, el destinen al Regiment d'Almansa com a segon tinent, i el 1918 ascendeix a primer tinent. El 1919 és destinat al Regiment d'infanteria de Ceuta i forma part de diverses columnes de guerra en els preliminars de la Guerra del Rif, on va ser ferit. El 1920 li van concedir l'ingrés al Cos de Carrabiners que havia sol·licitat, i va ser destinat a la comandància de Girona. El 1922 passa a Barcelona, al Prat de Llobregat i a Montcada, on va actuar de comandant militar fins al 1926, quan va ser traslladat a Almeria. El 1930 és ascendit a capità i el 1931 es fa càrrec de la comandància militar de Tarragona. El 1932 va tornar a Almeria, on, per la Llei Azaña va passar a la condició de retirat. Durant un intent de passar-se a les forces feixistes sublevades, va ser detingut a Almeria i empresonat. Va sortir el 1939 amb la victòria de Franco, va ascendir a comandant i el van destinar al castell de Figueres. El 1940 el Cos de Carrabiners es va fusionar amb la Guàrdia Civil, i el 1943 va ascendir a tinent coronel. Del 1944 al 1946 va ser cap de la guàrdia civil a Castelló. El 1953 és ascendit a coronel i el van destinar a l'acadèmia d'instrucció de Sabadell. El 1957 va ascendir a general de brigada, i va ser destinat al comandament de Sevilla. El 1958 va anar destinat a la segona comandància de Barcelona. El 1963 va passar a la reserva per haver complert l'edat reglamentària. Va morir dement a l'Institut Pere Mata, el manicomi de Reus, però va ser enterrat a Castelló de la Plana.
Estava en possessió de la Placa i Gran Creu de l'Orde de Sant Hermenegild, la Medalla Militar del Marroc, la creu del Mèrit Militar, la Medalla de Patiments per la Pàtria i altres.